# Carl Philipp von Wrede
Carl Philipp von Wrede (od r. 1814 kníže von Wrede; 29. dubna 1767 Heidelberg – 12. prosince 1838 Ellingen) byl bavorský polní maršál a diplomat.

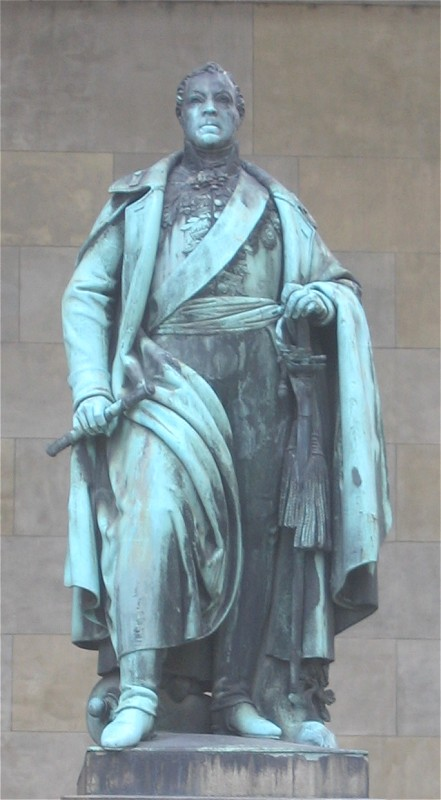
Carl Philipp von Wrede, bronzová socha v Mnichově

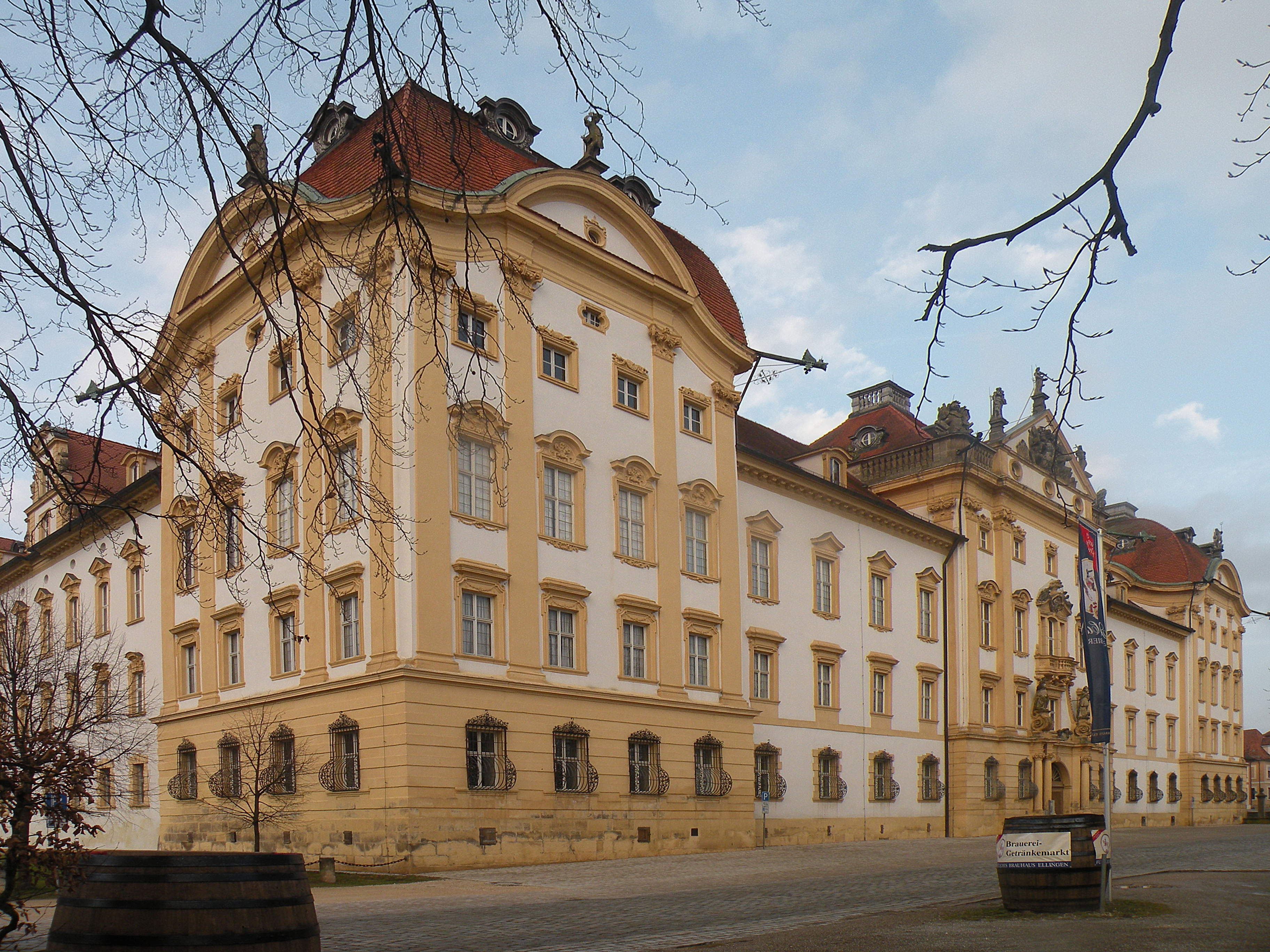
Zámek Ellingen

## Život
Vojenská kariéra syna měšťanského falckého úředníka začala roku 1792 a již roku 1800 byl povýšen mimo pořadí do generálské hodnosti (generálmajor). Roku 1805 v době války proti třetí koalici obdržel vrchní velení bavorských vojsk – spojenců vojska francouzského. V tažení 1805 bojovala bavorská armáda v l. sboru maršála Bernadotta a v době bitvy u Slavkova byla ležením v Jihlavě a okolí, zde pak utrpěla neúspěch v bitvě u Štoků (5. prosince 1805 – odhad padlých na obou stranách je cca 2000), čímž byla vytlačena Rakušany z Jihlavy.
Jako věrný spojenec Napoleonův vysílal bavorský král Maxmilián I. armádu do boje na všechna významná tažení Velké armády (1806–1807, 1809, 1812), během nichž se Wrede vyznamenal jako uvážlivý statečný vojevůdce. Roku 1810 obdržel za odměnu do majetku panství Mondsee (dnes Rakousko, poblíž Salcburku). Těsně před bitvou u Lipska (16.–19. října 1813) opustilo Bavorsko spojenectví s Napoleonem a změnilo na Wredeho doporučení strany. Při Napoleonově ústupu od Lipska do Francie se Wrede pokusil Francouzům zablokovat ústup, ale v bitvě u Hanau (30.–31. října 1813) byl nejen těžce poražen, ale i těžce raněn střelnou ránou do podbříšku. Téhož roku byl povýšen do hodnosti polního maršála a roku 1814 nobilisován s titulem kníže von Wrede. Zastupoval pak Bavorsko na Vídeňském kongresu a až do své smrti zůstal vrchním velitelem bavorské armády. Po roku 1815 se Wrede vyprofiloval v hlavního představitele konservativních monarchistů a jako dlouholetý předseda Horní komory parlamentu a ministr bez portefeje byl tvrdým protivníkem liberálních poslanců Dolní komory.
V březnu 1795 se v rodném Heidelbergu oženil s hraběnkou Žofií von Wiser (1771–1837), s níž měl osm dětí.